# Villa Canto

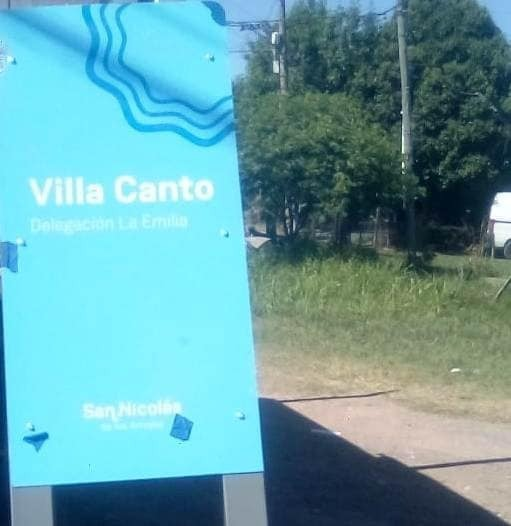
Señalización del barrio Villa Canto en la Delegación Municipal de La Emilia

Villa Canto es una localidad del norte de la Provincia de Buenos Aires, Argentina, perteneciente al partido de San Nicolás.

## Población
Forma parte del aglomerado urbano de La Emilia, siendo un total de 5,325 habitantes (Indec, 2010) el total. En el censo anterior su población era de 627 habitantes (Indec, 2001). 

## Historia
En 1944 la Dirección de Vialidad de la Provincia de Buenos Aires juntamente con la fábrica textil de la localidad de La Emilia, inauguraron un nuevo camino pavimentado que uniera San Nicolás de los Arroyos con la localidad de La Emilia (tierras propiedad de la fábrica textil del mismo nombre).
En consecuencia a partir de allí, las tierras aledañas a la mencionada ruta provincial, comenzaron a cotizarse y así fue que se producen diversos loteos a lo largo de la misma.

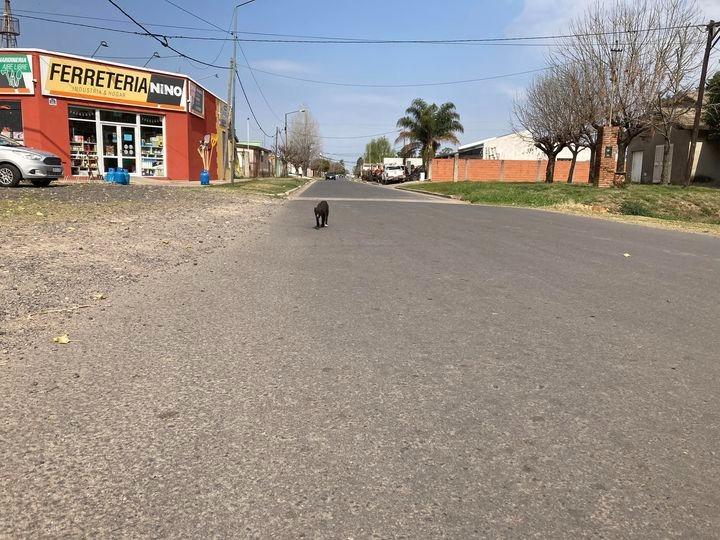
Calle Pedro Raota, una de las salidas de Villa Canto en la Delegación Municipal de La Emilia. Mano en dirección a la ruta

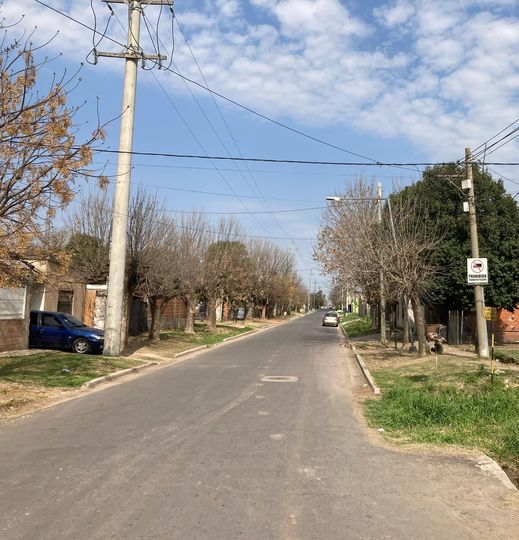
Calle acceso a Villa Canto, Delegación Municipal de La Emilia

Una familia de apellido Canto, procedió a la venta de tierras y el 2 de septiembre de 1971, la Municipalidad de San Nicolás otorgó el permiso necesario para loteo y formación de este barrio al cual con el tiempo se trazaron calles y se le dieron nombres a las mismas y números a las viviendas. Por eso se toma la mencionada fecha como de formación o fundación del barrio de Villa Canto, perteneciente a la jurisdicción de la Delegación Municipal de La Emilia, al igual que los barrios de Villa Riccio y Villa Campi. 
Al principio como la localidad de La Emilia y el resto de sus barrios, Villa Canto poseía calles de tierras y carecía de algunos servicios básicos como gas natural y cloacas, pero a partir del 2017, los barrios de Villa Campi, Villa Riccio y Villa Canto fueron asfaltados en su localidad luego de instalarse la red de gas.
También en este barrio, fueron radicadas varias familias que antiguamente habitaban Villa Hermosa.